# Pseudoscopelus scutatus
Pseudoscopelus scutatus is een straalvinnige vissensoort uit de familie van chiasmodontiden (Chiasmodontidae). De wetenschappelijke naam van de soort is voor het eerst geldig gepubliceerd in 1971 door Krefft.